# Spokane Shock
Die Spokane Shock waren ein Arena-Football-Team aus Spokane, Washington, das in der af2 und Arena Football League (AFL) gespielt hat. Ihre Heimspiele trugen die Shock im Spokane Veterans Memorial Arena aus.

## Geschichte
Die Shock wurden 2005 gegründet und starteten zur Saison 2006 in der af2. Später wechselten sie bis 2015 in die AFL.
Ende der Saison 2016 wurde bekannt, dass die Shock an der Indoor Football League (IFL) teilnehmen werden. Da die Namensrechte bei der AFL liegen, wurden die Shock aufgelöst und als Spokane Empire neu gegründet.

## Saison 2006–2009 (af2)
Gleich in ihrer ersten Saison, konnten die Shock den ArenaCup, das Finale der af2, gewinnen. Durchschnittlich sahen 10.035 Zuschauer die Spiele der Shock, was eine gewaltige Fanbase darstellte.
2007 erreichte man zwar die Playoffs, schied aber in der ersten Runde gegen die Louisville Fire aus, ehe man im Folgejahr 2008 zwar das ArenaCup Finale erreichte, dort aber unglücklich in der Verlängerung gegen die Tennessee Valley Vipers mit 56:55 verlor.
Doch bereits ein Jahr später, im letzten Jahr der af2-Geschichte, erledigten die Shock mit einem deutlichen 74:27 die Wilkes-Barre/Scranton Pioneers und durften sich zum zweiten Mal den ArenaCup Champion nennen.

## Saison 2010–2015 (AFL)
Die Shock nahmen den Spielbetrieb 2010 in der Arena Football League (AFL) auf, nachdem ihre Minor League Liga af2 geschlossen wurde.
Gleich im ersten Jahr zog man in den ArenaBowl ein und gewann gegen die Tampa Bay Storm mit 69:57. Dies war der bereits dritte Titel in der Geschichte der Shock.
Zwischen 2011 und 2015 wurden zwar, bis auf 2012, die Playoffs erreicht, weiter als in das Conference-Finale, konnten die Shock allerdings nicht vorstoßen.
Nach dem Ende der Saison 2015 wurde bekannt, dass sich die Shock, auch mangels Finanzierung, aus der AFL verabschieden und unter dem neu gegründeten Verein Spokane Empire in der Indoor Football League (IFL) auflaufen würden.

## Zuschauerentwicklung
| Jahr | Zuschauerdurchschnitt |
| ---- | --------------------- |
| 2006 | 9.945                 |
| 2007 | 10.314                |
| 2008 | 10.203                |
| 2009 | 10.105                |
| 2010 | 10.313                |
| 2011 | 10.277                |
| 2012 | 9.022                 |
| 2013 | 9.296                 |
| 2014 | 8.979                 |
| 2015 | 8.034                 |

## Stadion
Die Shock trugen ihre Heimspiele in der 1995 erbauten, damals $62 Millionen teuren Spokane Veterans Memorial Arena in Spokane aus. Das Stadion bietet Platz für 10.771 Zuschauer.